# Sande (Vila Nova)
Sande (Vila Nova) (oficialmente; também usado Vila Nova de Sande) é uma povoação portuguesa do Município de Guimarães que foi sede da extinta Freguesia de Vila Nova de Sande, freguesia que tinha 2,38 km² de área e 1 739 habitantes (2011), e, por isso, uma densidade populacional de 730,7 hab/km².
A Freguesia de Vila Nova de Sande foi extinta em 2013, no âmbito de uma reforma administrativa nacional, para, em conjunto com a Freguesia de São Clemente de Sande, formar uma nova freguesia denominada União das Freguesias de Sande Vila Nova e Sande São Clemente com a sede em Sande Vila Nova.

## População
| População da freguesia de Sande (Vila Nova) (1864 – 2011) | População da freguesia de Sande (Vila Nova) (1864 – 2011) | População da freguesia de Sande (Vila Nova) (1864 – 2011) | População da freguesia de Sande (Vila Nova) (1864 – 2011) | População da freguesia de Sande (Vila Nova) (1864 – 2011) | População da freguesia de Sande (Vila Nova) (1864 – 2011) | População da freguesia de Sande (Vila Nova) (1864 – 2011) | População da freguesia de Sande (Vila Nova) (1864 – 2011) | População da freguesia de Sande (Vila Nova) (1864 – 2011) | População da freguesia de Sande (Vila Nova) (1864 – 2011) | População da freguesia de Sande (Vila Nova) (1864 – 2011) | População da freguesia de Sande (Vila Nova) (1864 – 2011) | População da freguesia de Sande (Vila Nova) (1864 – 2011) | População da freguesia de Sande (Vila Nova) (1864 – 2011) | População da freguesia de Sande (Vila Nova) (1864 – 2011) |
| --------------------------------------------------------- | --------------------------------------------------------- | --------------------------------------------------------- | --------------------------------------------------------- | --------------------------------------------------------- | --------------------------------------------------------- | --------------------------------------------------------- | --------------------------------------------------------- | --------------------------------------------------------- | --------------------------------------------------------- | --------------------------------------------------------- | --------------------------------------------------------- | --------------------------------------------------------- | --------------------------------------------------------- | --------------------------------------------------------- |
| 1864                                                      | 1878                                                      | 1890                                                      | 1900                                                      | 1911                                                      | 1920                                                      | 1930                                                      | 1940                                                      | 1950                                                      | 1960                                                      | 1970                                                      | 1981                                                      | 1991                                                      | 2001                                                      | 2011                                                      |
| 199                                                       | 223                                                       | 234                                                       | 307                                                       | 309                                                       | 310                                                       | 341                                                       | 658                                                       | 945                                                       | 1 280                                                     | 1 191                                                     | 1 516                                                     | 1 845                                                     | 1 848                                                     | 1 739                                                     |